# 扎瓦爾利亞 (斯尼亞滕區)
48°23′32″N 25°35′36″E / 48.39222°N 25.59333°E
扎瓦爾利亞（烏克蘭語：Завалля），是烏克蘭西部的村莊，隸屬伊萬諾-弗蘭科夫斯克州的科洛梅亞區。該村面積23.9平方公里，2001年人口1,145，人口密度每平方公里47.9人。